# Massacre da rua Powązkowska

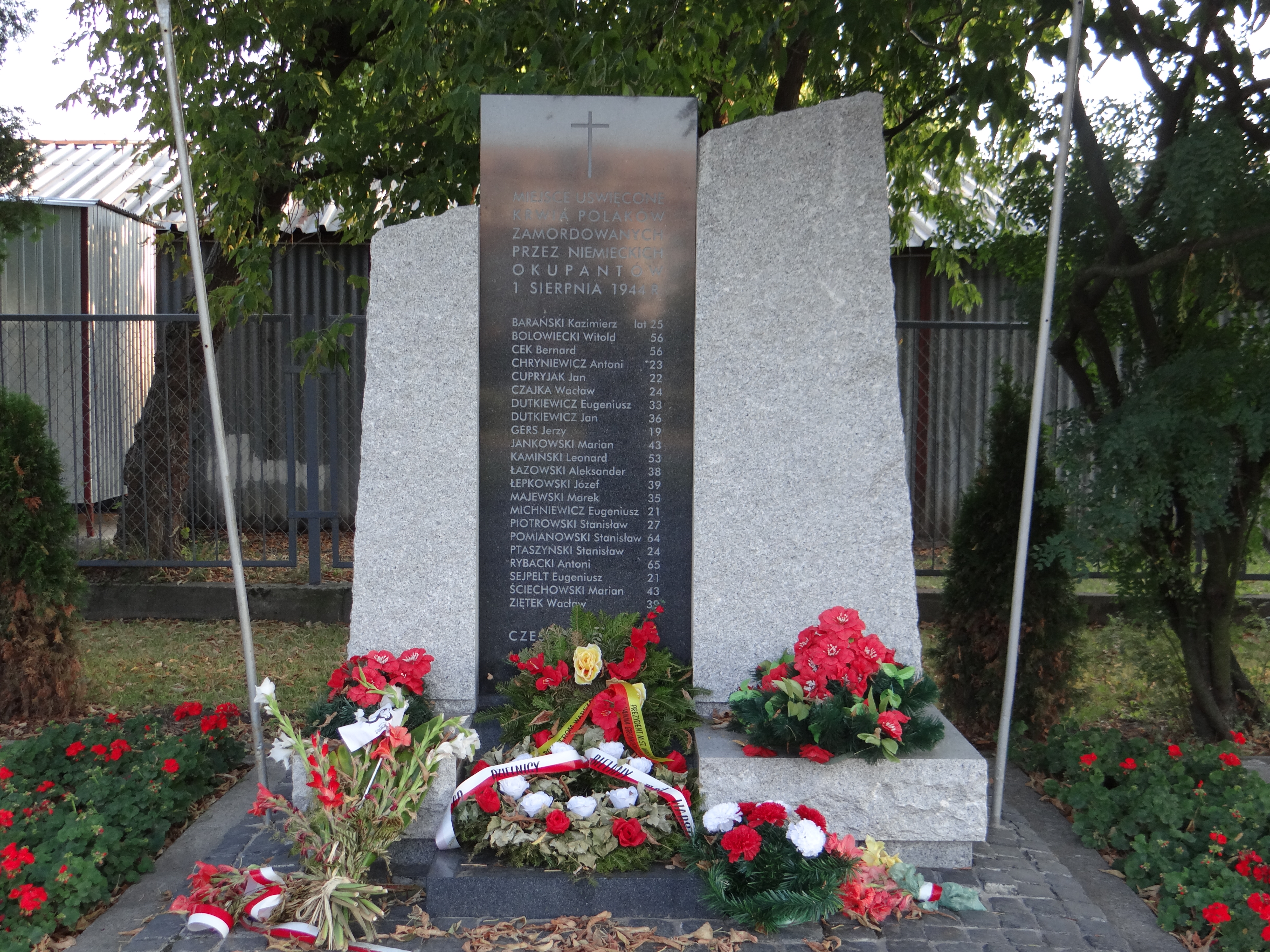
Monumento construido em homenagem às vítimas do massacre da rua Powązkowska.

O massacre da rua Powązkowska foi um assassinato em massa de 22 residentes varsovianos da rua Powązkowska 41. Este massacre, realizado pelas forças Alemãs no dia 1 de agosto de 1944, foi um dos primeiros crimes cometidos pelos Alemães durante a Revolta de Varsóvia.

## Prelúdio
No dia 1 de agosto de 1944 Powązki, tal como o resto da Varsóvia, participou na Revolta. Cerca de 120 membros do grupo militar “Żyrafa” tentaram atacar o Forte de Bema (até então chamado “Pionierpark”), que havia sido ocupado pelas forças Alemães. A invasão foi impedida após os Alemães dispararem com metralhadoras, escondidos próximos a um cemitério militar. Parte do grupo, sob o comando do capitão "Sławomir", teve que se esconder em Powązki e na vila de Chomiczówka.

## O massacre
Depois de impedir o ataque dos poloneses, os Alemães decidiram retaliar contra civis. Duas horas após o ataque, às 18 horas, os soldados da guarnição do Forte de Bema cercaram o edifício da rua Powązkowska que os poloneses usaram como cobertura para disparar contra os Alemães (resultando na morte de um comandante e um soldado Alemão).  Os moradores do prédio, além de não terem participado na Revolta, foram apanhados de surpresa enquanto decorria. Mesmo assim, os Alemães evacuaram todos os civis e levaram-nos ao Forte. Aí, dividiram os poloneses em dois grupos: um consistindo de mulheres e crianças e um de homens.
Algumas horas depois, um comandante Alemão explicou a situação aos prisioneiros, afirmando que tinham vindo tiros da casa onde viviam, resultando na morte de dois Alemães e um ferido. Então, disse às mulheres e às crianças: “Os vossos pais e os vossos irmãos criminosos mataram um comandante e um soldado Alemães, por isso, serão executados.” No final, ele anunciou que as mulheres e as crianças permaneceriam reféns e que seriam mortas caso os homens tentassem resistir ou fugir.
Imediatamente após o discurso, os soldados levaram os homens para um suposto “lago” próximo da Estrada Powązkowska, perto do Forte de Bema e da Igreja de São José.  Aproximadamente às 22:30, os Alemães começaram a escolher uma pessoa cada para matar a 12 metros de distância com um tiro na cabeça. Após a execução, os soldados retornaram ao Forte. Dois homens, Władysław Bombel e Stefan Mielczarek (ambos feridos) sobreviveram ao massacre.
Fontes indicam que na noite de 1 de agosto de 1944 foram assassinados 21 moradores da rua Powązkowska (de idades entre os 18 e 65 anos). No entanto, no monumento erguido depois da guerra estão escritos os nomes de 22 vítimas.

## Comemoração
Em 1960, foi erguida uma cruz de metal na cena do crime, na qual ficava uma placa com os nomes das vítimas. Em 2011, o local foi completamente renovado. No lugar da cruz foi posto um monumento de 2 metros de altura e 1,7 metros de largura. No ponto central do monumento estão placas de pedra com os nomes das vítimas do massacre.